# 이오아니나의 알리 파샤
알리 파샤(Ali Pasha, 1740.??.?? – 1822.1.24)는 테펠리/얀니나, 쟈니나(Yannina, Janina, 세르비아)/이오안니나의 알리 파샤 또는 이오안니나의 사자라고도 불렸으며, 오스만 알바니아의 통치자로서 얀니나 파샬루크라 불리는 루멜리아의 서쪽 지방을 통치하였다. 그는 에피루스 지방, 테살리아의 서쪽지방, 마케도니아를 지배하였으며 무타르 파샤, 벨리 파샤, 살리흐라는 세 명의 아들을 두었다.
알리는 처음에 도적단의 두목으로 역사에 등장하였다. 그는 오스만 제국군에 합류해 그가 파샤로 임명되기까지 수많은 요새를 지켰다. 그 외교&행정 능력, 현대주의에 대한 관심, 종교의 중립성, 도적 토벌, 강력한 법 제정, 자신에 대항하는 마을에 대한 무자비한 약탈로 유명하였다.

## 이름
현지언어로 그의 이름은 : 알바니아어: 알리 Pashë Tepelenjoti; 아로마니아어 : Ali Pãshelu; 그리스어:Αλή Πασάς Τεπελενλής Ali Pasas Tepelenlis 또는 Αλή Πασάς 행 Ιωαννίνων 알리 Pasas 톤 Ioanninon ( 이오아니나의 알리 파샤 );및 튀르키예어: Tepedelenli

## 초기
알리는 1744년 테펠레너 아니면 Beçisht에서 태어났다. ,그의 아버지, 베리 베리는 테펠레너의 통지자였다. 그의 어머니는 참코 클리수라로 켈시라의 가문으로부터 왔다. 조지 보웬에 따르면, 알리 파샤는 라브 민족이라고 한다. 그는 자기 자신을 적절하게 부르는 것을 생각하였다. 전통적으로 그의 가족들은 나지프라는 아나톨리아에서 온 사람의 후손이다. 아흐메트 우준에 따르자면 이 전통은 발견되지 않았다고 한다.
알리의 아버지는 알리가 9살 또는 10살배기일 때 암살되었다. 이후 그의 엄마가 알리를 홀로 키웠다. 그는 어린 시절에 자신을 도둑이라고 생각했다. 그는 자신을 베크타쉬와 맺었다. 집안은 그의 아버지가 살해당한 후에 정치적, 경제적 지위를 상실하였다. 바이론에 따르자면 알리는 6드람과 머스켓을 상속받았다고 한다. 알리는 그의 아버지 밑에서 일한 사람들을 모으고 자신을 마스터라고 칭했다. 알리는 유명한 도적 대장이 되었고 오스만 제국의 눈길을 끌었다. 그는 도적들을 제압하라는 명령을 받았다. 그는 슈코더르의 반란을 진압하기 위해 네그로폰테의 파샤를 지원하였다. 1768년에는 델비너의 파샤의 딸과 결혼하였다.
1784 그는 술탄의 승인을 받아 델비너를 포위하였다. 알리는 1784년에 이오안니나 지방의 총독으로 임명됐으나, 곧 해고당했다. 그의 루멜리아의 파샤의 장교로 임명되어 승승장구 하였다. 1787년 제8차 오스트리아-튀르크 전쟁에서 승리하여 트리칼라의 파샤루크를 수상하게 되었다. 1788년 그는 이오안니나 지방의 통치권을 얻고 도적들을 완전히 토벌했다. 그는 오스만제국의 약한 중앙집권을 노려 그의 영토를 지금의 알바니아에서 그리스 서부지방까지 확장시켰다.

## 통치자로써의 알리 파샤

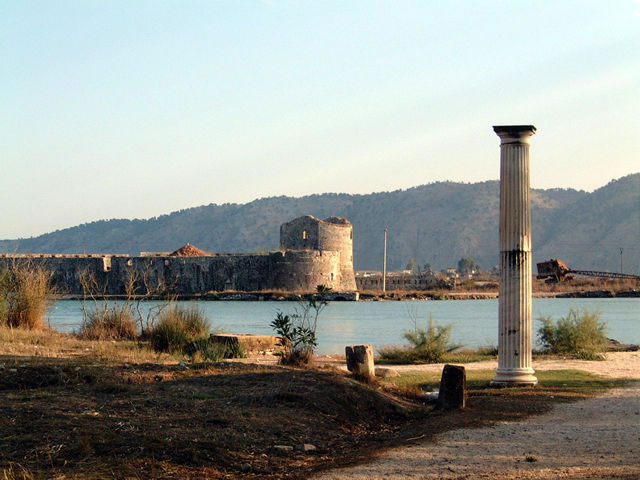
알리가 알바니아 남쪽에 위치한 부트린트를 통치하는 동안 세운 요새,

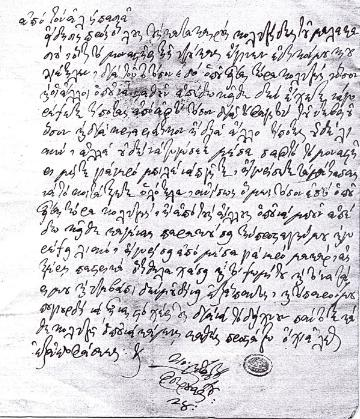
알리 파샤가 발급한 여행 허가서(Firman)이다. 그리스어로 적혀져있다.

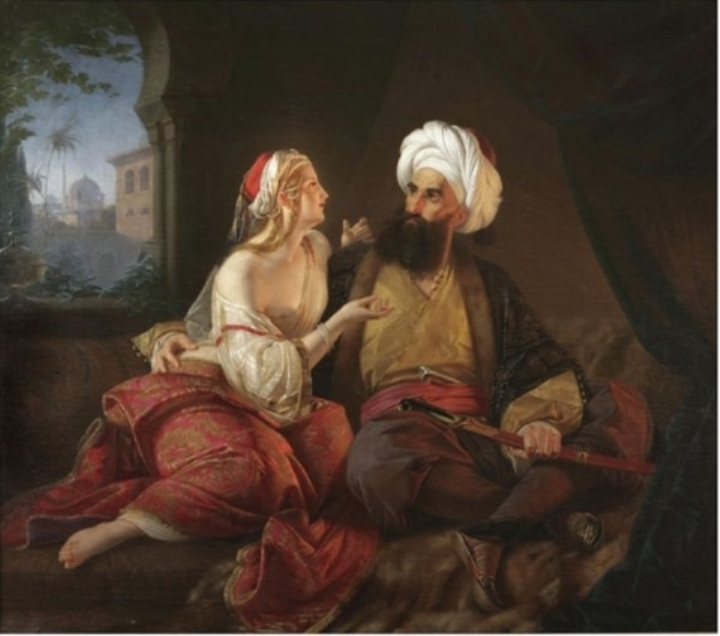
알리파샤와 그의 아내 키라 바살리키. 폴 에밀 제이콥

초창기에 그는 조심성이 있었던 것으로 알려져 있다. 그는 알바니아계 무슬림으로 알려져 있다. 그는 알바니아계 예니체리를 지휘하기도 하였다. 그의 신하중에 '삼슨 세르페베르'도 포함되어 있다. 알리 파샤는 라마단에 금식을 했던 것으로 유명하다.
알리 파샤는 이오아니나의 파샤로 천천히 독립국가의 기초를 세웠다. 그의 통치 기간동안 이오아니나는 교육적, 문화적, 정치척, 경제적 허브로 발전되었다.그의 목표를 달성하기 위해 그의 영토에 있는 종교 단체와 모든 인종들과 동맹을 맺었다. 동시에 그는 적들을 진압하는 데 지친 기색이 없었다. 그는 유럽 강대국들과의 관계를 발전시켜 나갔다.
이오니아의 통치자로써 알리의 정책들은 편의를 추구하였다. 그는 반 독립적 전제군주였고 그를 지지하는 사람들에게 지원을 하였다. 사실상, 그의 지지자들은 알리 파샤의 알바니아계 병사들과 용병들이였다.
알리 파샤는 지중해의 해군력을 세우고 싶어했다. 알리 파샤는 베네치아가 지배하는 알바니아 항구들을 갖기 위해 프랑스의 황제 나폴레옹 보나파르트, 오스만제국 황제 셀림 3세와 동맹을 맺었다.
틸지트 조약후에, 나폴레옹은 차르의 오스만제국을 분해버리는 계획을 승인하였고, 알리 파샤는 편을 바꾸고 영국과 동맹을 맺었다. 그의 행동은 콘스탄티노폴리스의 오스만 정부로부터 허락을 받았다. 알리 파샤는 처신을 조심하였고 새로운 술탄 마흐무드 2세의 등장에 진정되지 않았다.
바이런은 알리의 궁궐을 방문하였다 그리고 그의 작품 Childe Harold에 방문을 기록을 하였다. 그는 전제군주와 그리스의 문화적 부활의 대한 감정을 드러냈다. 바이론은 그리스의 어느 도시에 비해 "부유와 배움이  넘치는 곳" 이라고 묘사했다.
그는 어머니에게 보내는 편지에 알리의 잔혹성을 표현하였다. 그는 알리를 "폭군이면서 용감하고 사람들이 마호메탄 보나파르트라고 칭하고 야만적이다"라고 그의 잔인함을 개탄하였다."

### 그리스 계몽주의의 영향
알리파샤는 알바니아인이지만 일할때는 주로 그리스어를 사용하였다.  그가 지배하는 에피루스 지방은 그리스어를 사용한다. 그래서 그리스계 주민들은 그의 정책에 지지를 하였다. 이것은 그리스 디아스포라의 사업가들과 함께 교육적 기회를 확대하였다.  더글라스 다킨에 말에 따르자면  
알리의 화려한 경력은 그리스뿐만 아니라 터키의 역사에도 들어가 있다. 그의 측근들은 그리스인들이었고 그리스 르네상스의 중심지가 되었다. 

### 잔학 행위

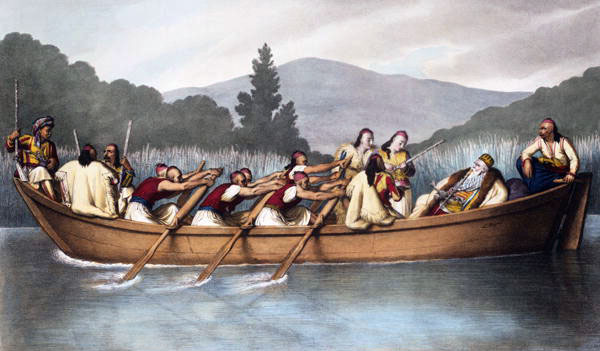
"호수에서 사냥하는 알리 파샤" 루이스 두프레(1825)

알리 파샤의 잔혹성은 지역에 널리 알려져서 지역 민요와 시에도 기록되어 있다. 40년후에 가르디크와 호르모바 지방의 사람들이 베리 베이가 살해 당한 후 그의 엄마를 괴롭혔다. 알리는 739명의 괴롭히던 사람들의 후손들을 사형시켰다.  .
알리의 유명한 범죄 중 하나는 이오니아 지방에 살던 어린 그리스 여자들을 간통죄로 기소하고 팜보티스 호수에 익사시킨 것이다. 아로마니아어로 구전되는 전통 민요는 알리 파샤의 군대의 잔혹성을 이야기한다 .
1798년 10월, 알리의 군대는 그리스계 주민들과 프랑스 척후병이 방어하고 있는 해안 마을 프레베자를 공격하였다. 마을이 함락되자 지역 주민들을 향한 학살들이 자행되었다. 그는 프랑스인과 그리스인 포로들을 사형시키기 전에 고문하였다. 프랑스 장교는 알리 파샤의 잔혹한 성격을 이와 같이 묘사했다:
"티솟씨가 갇혀있는 방은 프레베자에서 죽은 프랑스인과 그리스인들을 향하게 되어있다. 장교는 알리의 분노에 희생된 프레베자 주민들의 죽음을 목격했다. 파샤의 행동은 네로보다 백배는 더 잔인하고, 알리는 그의 피해자들을 비웃었다. 그의 피에 젖은 영혼은 복수를 즐기며, 적대감을 더 강화되었다.
모든 프랑스 포로들은 레이저를 받았다. 그는 그의 동포들을 머리의 살을 벗기라고 강요 하였다. 거절한 사람들은 몽둥이로 머리를 맏았다. 머리의 살을 벗긴후에, 그들의 얼굴은 소금을 바르고 가방에 넣었다. 작업이 끝나면 ,프랑스인들은 교수대로 돌아가고 죽음울 준비하였다. .
"곧 그들은 불운한 프레베자인들의 손을 묶어서 데려왔다. 그들은 큰 배에 올라타서 사형대가 있는 살라고라로 향했다. 알리는 운이 좋지 않은 400명을 희생시켰다. 그들의 머리들은 이오안니나로 실려갔다.
18세기 초에 그의 군대는 지금의 남부 알바니아에 위치한 모스코폴을 없애버리고 아로마니아인들에게 추방 명령을 내렸다.

## 몰락
1819년, 할레트 에펜디는 술탄 마흐무트 2세에게 알리 파샤의 음모에 대해 이야기하였다. 할레트 에펜디는 알리 파샤를 권력 남용과 루멜리아으로 기소하였다. 1820년, 알리파샤는 터키의 개혁과 충돌과 함께 마흐무트 2세의 부하인 개스코 베이한테 암살당하였다. 마흐무트 2세는 중앙집권력을 강화하고 싶어하였다.

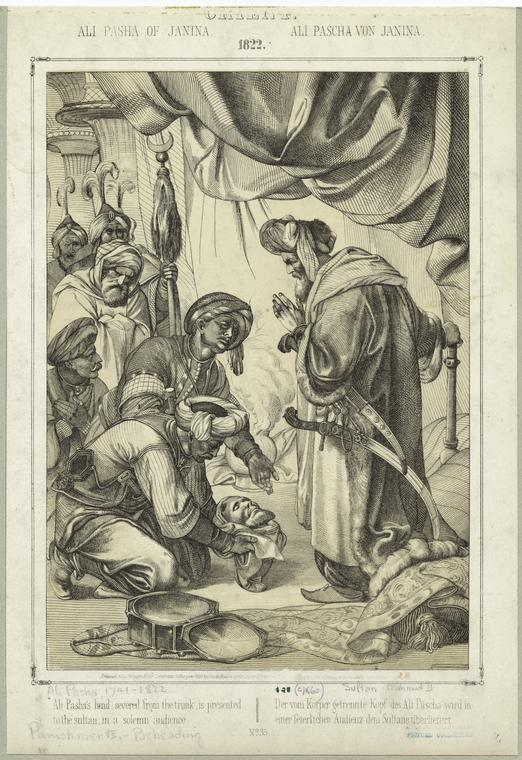
마무드 II에게 보이게 된 알리 파샤의 머리

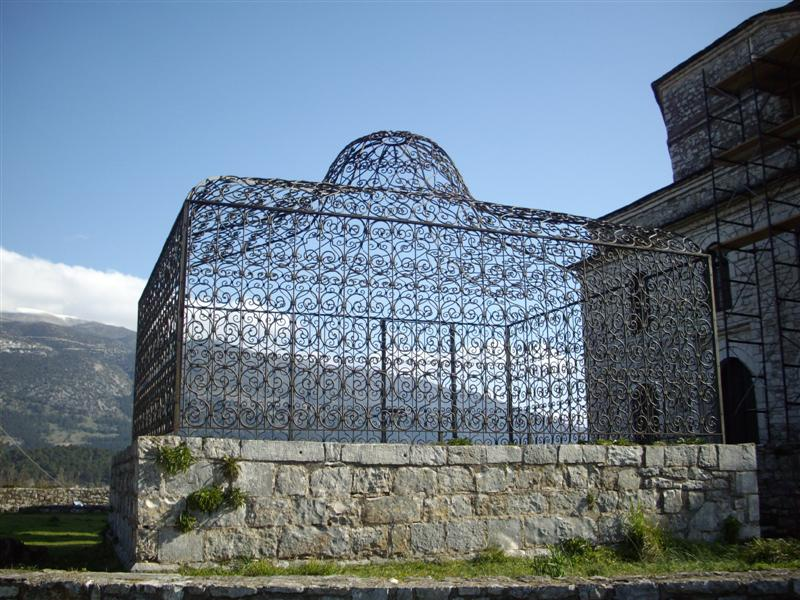
이오니아에 있는 알리 파샤의 무덤

알리 파샤는 공직에 사임하는 것을 거절하였고 술탄의 군대에 저항하였다. 후르시드 파샤가 이만명의 터키군을 이끌고 알리 파샤의 작은 군대와 결투를 벌었다. 알리의 군대는 순순히 항복하거나 도망갔다. 거기다 그의 자식들도 오스만 제국 군대에 들어갔다.

## 종교
알리 파샤는 무슬림 가정에서 태어났지만, 그에 관계 없이 제국의 힘과 정치는 그에게 비무슬림들과 비주류 설교자의 믿음을 지원하라고 하였다. 알리는 그에게 바치는 수도원들을 관리하였다.
그는 수피즘을 강하게 지원하고 루멜리아에 널리 전파하였다.

## 같이 보기
- 그리스 독립 전쟁
- 요커이 모르